# Akureyrarkaupstaður
Akureyrarkaupstaður és un municipi d'Islàndia, a la regió de Norðurland eystra. Té una extensió de 135,55 km² i una població de 20.050 habitants l'1 de gener de 2025.
Les principals poblacions del municipi són Akureyri i Hrísey.